# Pol d'inaccessibilitat

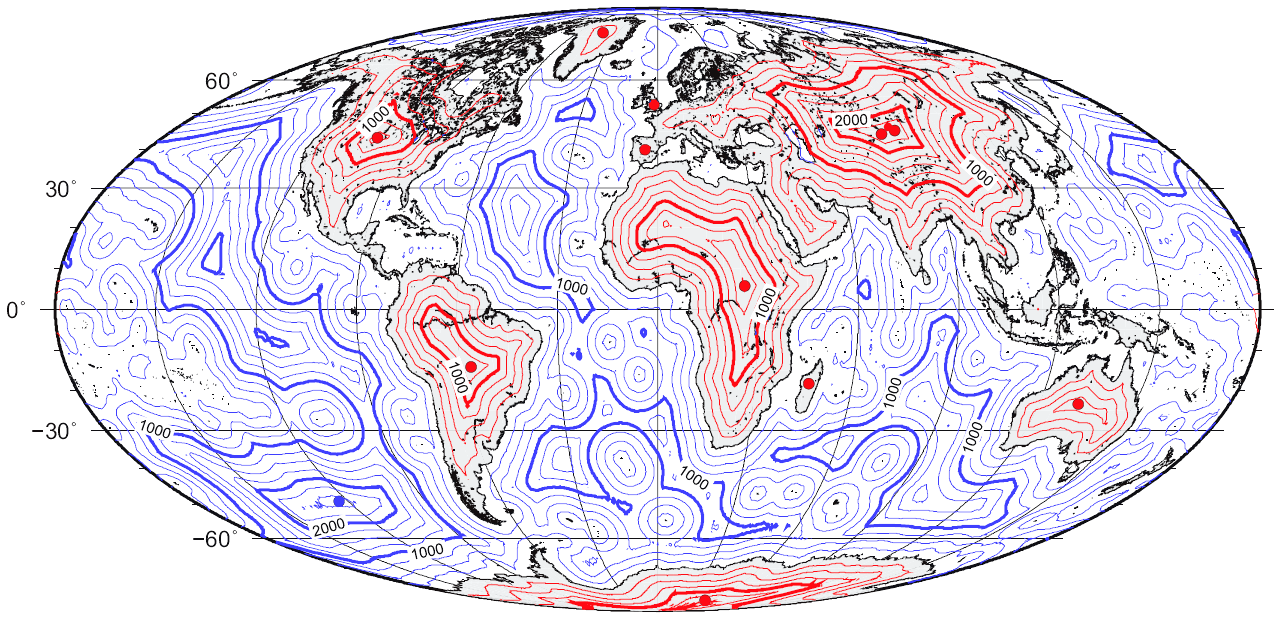
Mapa de distància a la línia de costa amb la localització dels principals Pols d'Inaccesibilitat. Isolínies cada 250 km (gruixudes cada 1000 km). Projecció de Mollweide

Un pol d'inaccessibilitat (PIA) és el lloc més distant de qualsevol punt d'accés. Generalment el terme es fa servir com el lloc sobre la superfície d'un continent o un oceà més distant de la línia de costa i és el Pol d'inaccessibilitat del Pacífic o Punt Nemo, és el lloc del mar més allunyat de terra ferma. El lloc de la superfície de la Terra més allunyat del mar és el Pol d'inaccessibilitat d'Euràsia (EPIA).
Un pol d'inaccessibilitat ha de ser, per definició, equidistant de 3 punts sobre la línia de costa.
|                   |                   | Longitud  | Latitud   | distància | error | Altitud |
| Regió             | Regió             | [graus E] | [graus N] | [km]      | [km]  | [m]     |
| Antàrtida         | Antàrtida         | -82.97    | 54.97     | 1300      | ±110  | 3718    |
| Àfrica            | Àfrica            | 26.17     | 5.65      | 1814      | ±2    | 640     |
| Amèrica del Nord  | Amèrica del Nord  | -101.97   | 43.36     | 1639      | ±14   | 1030    |
| Sud-amèrica       | Sud-amèrica       | -56.85    | -14.05    | 1517      | ±12   | 396     |
| Austràlia         | Austràlia         | 132.27    | -23.17    | 928       | ±6    | 600     |
| Euràsia           | EPIA1             | 82.19     | 44.29     | 2510      | ±10   | 2700    |
| Euràsia           | EPIA2             | 88.14     | 45.28     | 2514      | ±7    | 710     |
| Gran Bretanya     | Gran Bretanya     | -1.56     | 52.65     | 108       | ±8    | 100     |
| Groenlàndia       | Groenlàndia       | -41.00    | 76.50     | 469       | ±25   | 2520    |
| Península Ibèrica | Península Ibèrica | -4.51     | 39.99     | 362       | ±4    | 595     |
| Madagascar        | Madagascar        | 46.67     | -18.33    | 260       | ±1    | 1220    |
| Punt Nemo         | Punt Nemo         | -123.45   | -48.89    | 2690      | ±3    | 0       |

## Pol d'inaccessibilitat d'Euràsia

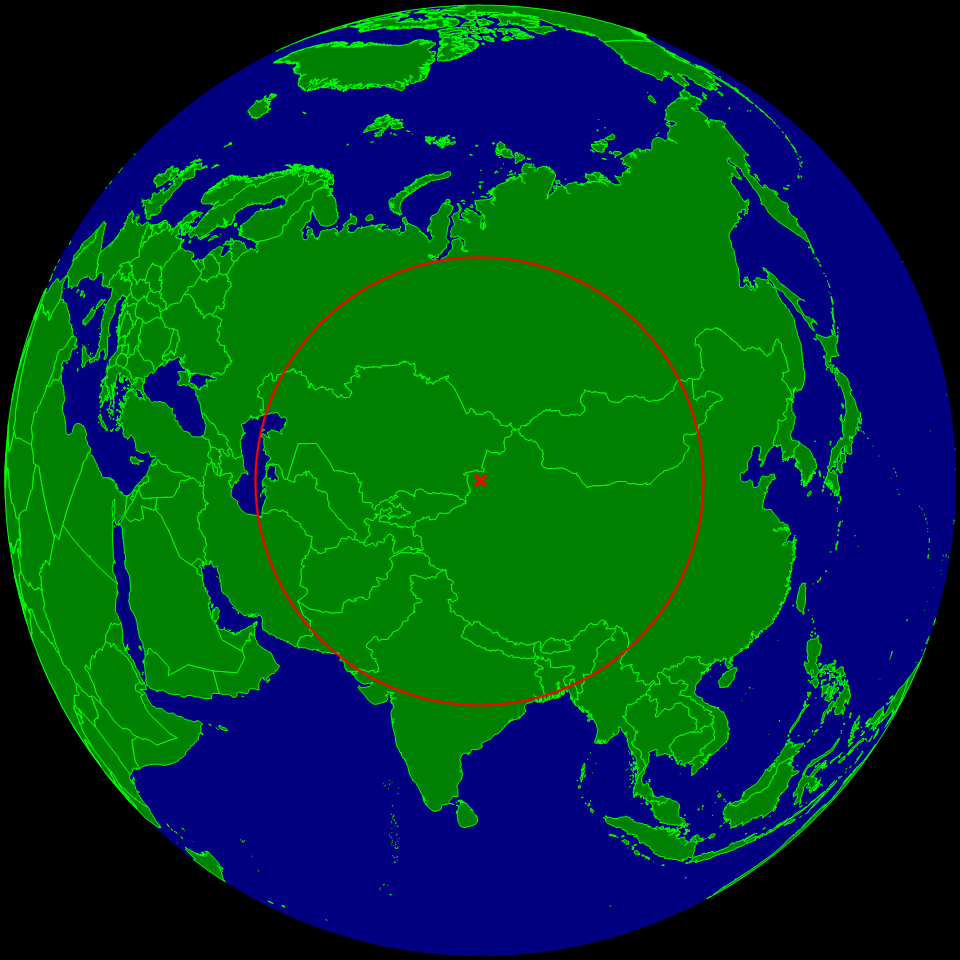
Punt d'inaccessibilitat EPIA1

Aquest és el lloc més allunyat del mar en la superfície del planeta Terra. Una localització citada freqüentment és 46° 16.8′ N, 86° 40.2′ E / 46.2800°N,86.6700°E, però el seu càlcul no té en compte el golf d'Ob. Aquest lloc es troba al Desert de Dzoosoton Elisen, província de Xinjiang, Xina, i està a 2648 km del mar. Càlculs recents assenyalen dues localitzacions alternatives (per la indefinició de la línia de costa en la desembocadura del riu Ganges): EPIA1 44° 17′ N, 82° 11′ E / 44.29°N,82.19°E i EPIA2 45° 17′ N, 88° 08′ E / 45.28°N,88.14°E, situats respectivament a 2510±10 km i 2514±7 km de la línia de costa.

## Pol d'inaccessibilitat del Pacífic
(48° 52.6′ S, 123° 23.6′ O / 48.8767°S,123.3933°O). També anomenat el Punt Nemo. Es troba al sud de l'oceà Pacífic, a 2.688 km de l'illa Ducie (que pertany a les Illes Pitcairn) pel nord, de Motu Nui (un illot al costat de l'Illa de Pasqua) pel nord-est i de l'Illa Maher (Antàrtida) pel sud.

## Pol sud d'inaccessibilitat o de l'Antàrtida

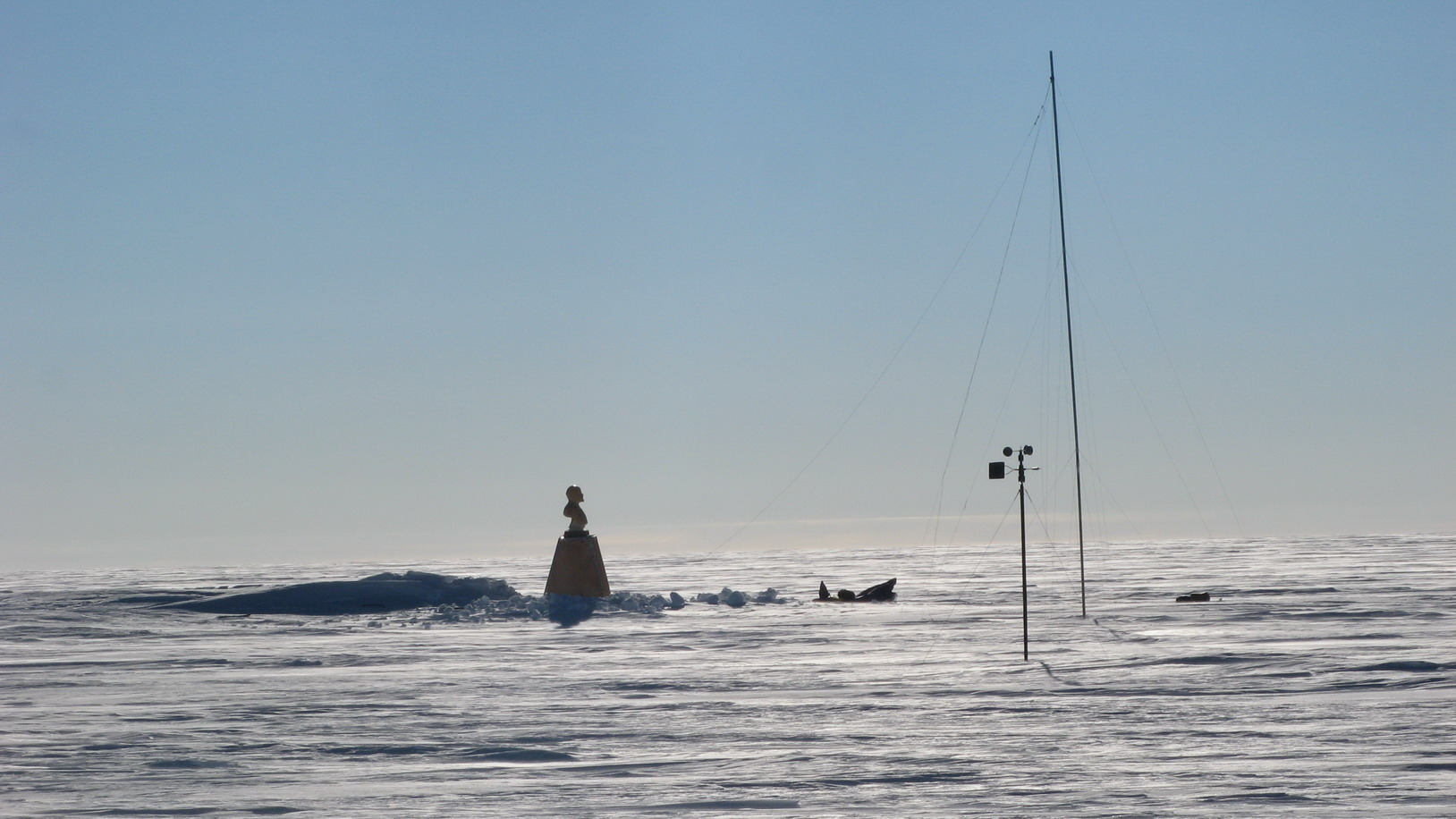
Antiga estació soviètica sobre el pol sud d'inaccessibilitat.

Situat a 82° 58′ S, 54° 40′ E / 82.967°S,54.667°E. A una altitud de 3.718 msnm, ocupat per la base russa Vostok, és el punt del continent antàrtic més allunyat de l'oceà. Costa més arribar-hi que al pol sud geogràfic que es troba a 878 km. També es considera que es troba a 85° 50′ S, 65° 47′ E / 85.833°S,65.783°E. En canvi Poles.com el situa a 82° 53′ 14″ S, 55° 4′ 30″ E / 82.88722°S,55.07500°E si s'inclouen plaques de gel permanent el punt és a 83° 50′ 37″ S, 65° 43′ 30″ E / 83.84361°S,65.72500°E.
Els primers a arribar-hi van ser els soviètics el 1958 en l'any geofísic internacional.
El 14 de desembre del 2005 Ramón Larramendi, Juan Manuel Viu i Ignacio Oficialdegui de l'expedició transantàrtica espanyola hi arribaren 83° 50′ 37″ S, 65° 43′ 30″ E / 83.84361°S,65.72500°E usant trineus de veles.

## Pol nord d'inaccessibilitat
(84° 03′ N, 174° 51′ O / 84.050°N,174.850°O). Punt més allunyat de la costa de l'oceà Àrtic. Està a 611 km del pol nord geogràfic. Està situat a 1.453 km de punta Barrow (Alaska) i equidista 1.904 km de les altres dues masses continentals: illa Ellesmere i Terra de Francesc Josep. Hi va arribar primer Sir Hubert Wilkins el 1927. El 1957 un trencagel rus hi arribà. No està senyalat de manera permanent per la deriva de les plaques de gel.

## Altres pols d'inaccessibilitat
- Pol d'inaccessibilitat d'Àfrica (5° 39′ N, 26° 10′ E / 5.65°N,26.17°E[2]) està a 1814 km de la costa, en un lloc proper a on conflueixen la República Centreafricana, Sudan i la República Democràtica del Congo, prop de la ciutat d'Obo.
- Pol d'inaccessibilitat d'Amèrica del Sud 14° 03′ S, 56° 51′ O / 14.05°S,56.85°O[3]
- Pol d'inaccessibilitat d'Amèrica del Nord, està a 43° 22′ N, 101° 58′ O / 43.36°N,101.97°O,[3] a 1639 km de l'oceà Pacífic, del Mar del Carib i de la Badia de Hudson.
- Pol d'inaccessibilitat d'Austràlia. Està a 23° 10′ S, 132° 16′ E / 23.17°S,132.27°E.